# Heleniella serratosioi
Heleniella serratosioi är en tvåvingeart som beskrevs av Ringe 1976. Heleniella serratosioi ingår i släktet Heleniella och familjen fjädermyggor. Arten har ej påträffats i Sverige. Inga underarter finns listade i Catalogue of Life.